# Marczino
Marczino (bułg. Марчино) – wieś w Bułgarii, w obwodzie Tyrgowiszte, w gminie Popowo. W 2024 roku liczyła 48 mieszkańców.